# 輜重兵第107連隊
輜重兵第107連隊（しちょうへいだい107れんたい、輜重兵第百七聯隊）は、大日本帝国陸軍の連隊の一つ。

## 沿革
太平洋戦争末期の1945年（昭和20年）6月15日に斉斉哈爾で軍令陸甲第55号下令により、阿爾山方面の警備と治安維持を目的に新設された第107師団の輜重兵連隊として編成された。同月30日に編成完結、第4中隊は阿爾山において編成および駐屯した。間もなく五叉溝への移駐を命ぜられ、8月上旬までに移駐を完了した。
1945年（昭和20年）8月9日、ソ連対日参戦により五叉溝を出発。新京方面への転進の命を受け本部第3、第4中隊は自動車により転進。途中、索倫付近にてソ連軍と遭遇して戦闘となり、錦織連隊長は戦死した。音徳爾、大賚を経て、前部旗に到着し同地にて武装解除となった。

## 歴代連隊長
| 代 | 氏名       | 在任期間         | 出身校・期 | 備考 |
| -- | ---------- | ---------------- | ---------- | ---- |
| 1  | 錦織喜八郎 | 1944.5.19 - 戦死 | 陸士42期   | 少佐 |